# Пожели ме у поноћ
Пожели ме у поноћ је други студијски албум српске поп-фолк певачице Данијеле Вранић, издат 2012. године за Сити Рекордс. Издвојиле су се песме Немој да ме жалите, Харфа и Нико као ти, и за њих су снимљени музички спотови. Нико као ти је дует са Ацом Лукасом. Пратеће вокале певала је Леонтина, а на албуму је радио и Кики Лесендрић.

## Списак песама
| №   | Назив                   | Текст                                | Музика                   | Трајање |  |
| 1.  | Пожели ме у поноћ       | Јелена Трифуновић                    | Бојан Васић (композитор) |         |  |
| 2.  | Да ли се и она бори     | Јелена Трифуновић                    | Бојан Васић              |         |  |
| 3.  | Ближе                   | Јелена Трифуновић                    | М. Ковачевић             |         |  |
| 4.  | Благо земљи којом ходаш | Јелена Трифуновић                    | Кики Лесендрић           |         |  |
| 5.  | Несрећо                 | Јелена Трифуновић                    | Бојан Васић              |         |  |
| 6.  | Да нигде нема ме        | Љиљана Јорговановић                  | Кики Лесендрић           |         |  |
| 7.  | Немој да ме жалите      | Ханић                                | Зоран Марјановић         |         |  |
| 8.  | Пушка у војника         | Марина Туцаковић                     | Александар Милић         |         |  |
| 9.  | Нико као ти             | Наталиа Германоу и Јелена Трифуновић | Фибус (текстописац)      |         |  |
| 10. | Харфа                   | Јелена Трифуновић                    | М. Ковачевић             |         |  |